# 梅謝爾 (堪薩斯州)
梅謝爾（英語：Mercier）為位在美國堪薩斯州布朗縣的非建制地區。

## 歷史
1897年7月22日，郵政局於此地區開業，當時稱日耳曼敦（Germantown），1918年7月22日時更名為梅謝爾，之後持續營業直到1972年9月15日歇業。